# Jean-Baptiste Bouhey-Allex
Jean-Baptiste Bouhey-Allex est un homme politique français né le 3 février 1855 à Villers-la-Faye (Côte-d'Or) et décédé le 28 juillet 1913 à Paris.

## Biographie
Viticulteur, il est élu conseiller municipal puis maire de Villers-la-Faye de 1884 à 1904. Il est aussi conseiller d'arrondissement de 1883 à 1889, puis conseiller général du canton de Nuits-Saint-Georges de 1889 à 1913. Il est conseiller municipal de Dijon de 1908 à 1912. Il est député de la Côte-d'Or de 1902 à 1906 et de 1910 à 1913, inscrit au groupe des socialistes parlementaires. 
Il est le père de Jean Bouhey, également député de la Côte-d'Or.

## Sources
- « Jean-Baptiste Bouhey-Allex », dans le Dictionnaire des parlementaires français (1889-1940), sous la direction de Jean Jolly, PUF, 1960 [détail de l’édition]